# Dub FX
Dub FX, pseudonimo di Benjamin Stanford (St Kilda, 11 giugno 1983), è un musicista australiano, noto per il suo modo alternativo di comporre brani musicali.

## Biografia
Benjamin nasce nelle vicinanze di Melbourne, Australia e dopo aver avuto le sue prime esperienze musicali come musicista e cantante per una band locale chiamata Twitch all'età di diciannove anni decide di trasferirsi in Europa.
A soli ventidue anni si intromette nella scena musicale girando per le strade e per le piazze delle città europee con un nuovo tipo di musica. Il suo stile infatti deriva da un intreccio di hip hop, drum and bass e Dub, il suo marchio di fabbrica è la capacità di creare musica dal vivo usando solo le sue grandi doti da beat boxer e l'ausilio di una pedaliera con cui modula la sua voce e crea degli effetti detti loops da usare come basi.
La fama di Dub è esplosa quando il regista inglese Ben Dowden ha registrato la performance di "Love Someone" e l'ha postato sul suo canale di YouTube dove ha superato oltre 18 milioni di visite. In seguito Dub Fx ha iniziato ad esibirsi in tutto il mondo continuando a viaggiare per l'Europa in compagnia della sua fidanzata Sahida Apsara, cantante austro-indiana, dalla quale ha avuto la figlia Sahara, e dalla sua crew.

## Collaborazioni
Il musicista è noto per la produzione di LoveSomeone e per i due pezzi Flow e Wandering Love suonati con la collaborazione di un sassofonista di strada noto come Mr Woodnote.
Nel gennaio 2009 assembla altre due tracce assieme alla sua compagna Fairy: Everythinks a Ripple e Time Will Tell.
Nel 2010 collabora con il produttore Sirius di Melbourne e pubblica un altro album dal titolo A crossworlds.

## Concerti
Le prestazioni di Dub FX non sono programmate o pubblicizzate egli infatti è completamente indipendente e le informazioni al riguardo girano per passaparola o tramite i social network.

## Discografia
- 2005 – LoveSomeone
- 2007 – Live in the Street
- 2008 – Flow, Wandering Love in collaborazione con Mr Woodnote
- 2009 – Everythinks a Ripple, Time Will Tell
- 2010 – A Crossworlds in collaborazione con Sirius di Melbourne
- 2013 – Theory of Harmony
- 2016 – Thinking Clear